# Port lotniczy Puerto Escondido
Port lotniczy Puerto Escondido (IATA: PXM, ICAO: MMPS) – port lotniczy położony w Puerto Escondido, w stanie Oaxaca, w Meksyku.